# Computer-aided software engineering

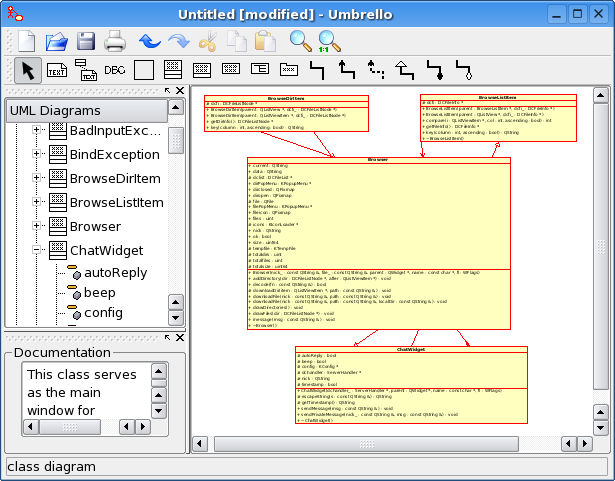
Voorbeeld van een CASE-tool

Computer Aided Software Engineering, vaak afgekort tot CASE, is het intensief gebruik van software voor de ontwikkeling en het onderhoud van een computerprogramma.
CASE-tools zijn computerprogramma's die de ontwikkelaar helpen bij de verschillende onderdelen van softwareontwikkeling, zoals de planning, de functionele analyse, het technisch ontwerp en de documentatie. De CASE-tools zijn bedoeld om de ontwikkeltijd van de software te verkorten, en de ontwikkelkosten ervan te verlagen.

## CASE-tools
- UML
  - ArgoUML (Open Source)
  - ARTiSAN Studio
  - Enterprise Architect
  - Fujaba
  - MagicDraw
  - MonoUML (Open Source)
  - objectiF
  - Poseidon
  - radCASE
  - Rational Rose
  - SiSy
  - Together
  - TOPCASED (Open Source)
  - Umbrello (Open Source)
  - Visual Paradigm
  - visualSTATE

- Structural Analysis en Structural Design
  - blue-river
  - case/4/0
  - EasyCODE
  - Innovator
  - SiSy
  - ARIS

- Entity-Relationship-Model
  - Adelia Studio
  - case/4/0
  - Innovator
  - Oracle Designer
  - SiSy
  - PowerDesigner
  - DeZign for Databases
  - MySQL Workbench
  - pgModeler
  - Luna Modeler

- Overige
  - OlivaNova
  - Simulink
  - CA Gen